# Charles Walker
Charles Walker (Chicago, 21 januari 1945) is een Amerikaans acteur, filmproducent en scenarioschrijver.

## Carrière
Walker begon in 1975 met acteren in de film Sheila Levine Is Dead and Living in New York. Hierna heeft hij nog meer dan 140 rollen gespeeld in films en televisieseries zoals The Jeffersons (1979), Splash (1984), Knots Landing (1981-1986), Wedlock (1991), Secrets (1992), Liar Liar (1997), The Practice (1998-2000), Almost Famous (2000) en Everybody Hates Chris (2006).
Walker is ook actief als filmproducent en scenarioschrijver, in 1991 heeft hij de film In a Child's Name en in 1976 de film Mean Johnny Barrows geschreven. In 1976 heeft hij de film Dr. Black, Mr. Hyde geproduceerd.

## Filmografie

### Films
Selectie:
- 2009 Always and Forever – als pastoor Millican
- 2004 Anchorman: The Legend of Ron Burgundy – als beveiligingsagent
- 2001 Rennie's Landing – als mr. Freeman
- 2000 Almost Famous – als schoolhoofd
- 2000 Nutty Professor II: The Klumps – als predikant
- 1997 Liar Liar – als Skycap
- 1992 Secrets – als Ronald Fairfield
- 1991 Wedlock – als senator Arnold Tudal
- 1988 Colors – als Reed
- 1987 No Way Out – als technisch medewerker
- 1984 Splash – als partner van Machaelson
- 1981 Advice to the Lovelorn – als professor Bennett

### Televisieseries
Selectie:
- 2002 Charmed – als rechter – 2 afl.
- 2000 Once and Again – als Craig – 3 afl.
- 1998 – 1999 The Practice – als rechter Frankel – 3 afl.
- 1994 General Hospital – als bisschop Philips – ? afl.
- 1990 Hunter – als George Craig – 2 afl.
- 1981 – 1986 Knots Landing – als agent in diverse functies – 4 afl.
- 1985 – 1986 Hotel – als Norman – 2 afl.
- 1979 The Jeffersons – als politieman Rabbit – 2 afl.

- Library of Congress Control Number: no2010084691
- Virtual International Authority File: 121260201
- WorldCat: E39PBJfRGwQYRtBmx9GGgXfyVC